# Bohumil Baxa
Bohumil Baxa (27. července 1874 Sedlčany – 5. června 1942 Praha-Kobylisy) byl český a československý ústavní právník, profesor československých právních dějin, rektor Masarykovy univerzity a děkan její právnické fakulty, politik a senátor Národního shromáždění ČSR za Československou národní demokracii.
Jeho bratrem byl československý politik a pražský primátor Karel Baxa.

## Život
Vystudoval Akademické gymnázium v Praze, roku 1897 Právnickou fakultu Karlo-Ferdinandovy univerzity a krátce studoval i na Vídeňské univerzitě a na univerzitě v Heidelbergu. V roce 1905 získal doktorát také na filozofické fakultě, kde se věnoval historii.
Dne 22. listopadu 1902 se oženil s Vilémou (Blankou) Kesslerovou (1877–1935), se kterou měl dceru Libuši (1905–1960) a syna Bohumila (1906–1927). Začal publikovat odborné články z právní historie a roku 1909 se habilitoval pro říšské dějiny rakouské a o pět let později pro všeobecné a rakouské právo státní. V roce 1919 přešel z pražské univerzity na nově zřízenou Masarykovu univerzitu v Brně, kde byl po dvacet let řádným profesorem československých právních dějin a kde působil opakovaně jako děkan tamní právnické fakulty. V letech 1931–1932 byl rektorem Masarykovy univerzity, vyučoval ovšem taky na Vysoké škole obchodní v Praze (od roku 1923) a na Svobodné škole politických nauk (od roku 1928). Ve vědecké činnosti u něj prvotní zájem o právní historii postupně ustoupil bádání převážně nad otázkami ústavního práva.
Původně jej ovšem zajímala justice, už v roce 1901 se stal čekatelem u okresního soudu a o devět let později byl jmenován okresním soudcem v Praze, aby v roce 1918 přešel k zemskému soudu. Ačkoli už o rok později soudnictví opustil a přešel na univerzitu do Brna, ještě v letech 1923–1925 se stal členem Státního soudu.
Angažoval se výrazně i v politice, původně jako člen mladočeské strany, později Národní demokracie. V roce 1917 se stal členem komise pro ústavní reformu, jež fungovala při Národním výboru. Po vzniku republiky byl expertem, který spolupracoval s Revolučním národním shromážděním na vypracování parlamentních jednacích řádů. V parlamentních volbách v roce 1925 získal za volební kraj brněnský, jihlavský a uhersko-hradišťský senátorské křeslo v Národním shromáždění. Senátorem byl do roku 1929. Byl odpůrcem župního zřízení, kritizoval zrušení zemí s poukazem na jejich veřejnoprávní charakter a historickou tradici. Jeho argumenty byly později využity při návratu k zemskému zřízení. Počátkem 20. let 20. století patřil k nacionalistickým politikům národní demokracie, kteří jevili sympatie k začínajícímu hnutí českých fašistů. V Brně se okolo něj vytvořila buňka Národního hnutí čítající cca 500 osob. Z těchto skupin se později vyvinula Národní obec fašistická.
Byl předsedou československé sekce Meziparlamentní unie Společnosti národů. Historik Marek Waic ho ve své knize Sokol v české společnosti 1862–1938 řadí mezi vlivné členy Sokola. V roce 1939 odešel z Masarykovy univerzity a přešel do Prahy, kde působil coby předseda Ústředí veřejných zaměstnanců. Působil v odbojové organizaci Obrana národa a za stanného práva v období heydrichiády byl zatčen a popraven na Kobyliské střelnici. Je pohřben v rodinném hrobě na Olšanských hřbitovech.

## Ocenění
V roce 1946 mu byl in memoriam udělen Československý válečný kříž.

## Dílo
Některá díla:
- K dějinám veřejného práva v zemích Koruny české (1906)
- Inkolát a indigenát v zemích Koruny české od roku 1749–1848 (1908)
- Ústavní listina Republiky československé a vliv cizích ústav (1921)
- Zákon o župním zřízení a jeho nedostatky (1922)
- Parlament a parlamentarismus (1924)
- Dějiny veřejného práva ve střední Evropě od roku 1848 (1926 a 1932)
- Dějiny práva na území Republiky československé (1935)

Podílel se také na zpracování Slovníku veřejného práva československého a přispěl historickým výkladem do Sedláčkova a Roučkova komentáře k obecnému zákoníku občanskému.

## Připomínky
- Jeho jméno (DR. BOHUMIL BAXA 67) je uvedeno na Památníku protifašistického odboje na Kobyliské střelnici.[17]
- Jeho jméno je na pamětní desce obětem 2. světové války na zdi městského úřadu v Sedlčanech na náměstí Tomáše G. Masaryka 32.[18]
- Jeho jméno se nachází na pamětní desce Obětem 2. světové války umístěné ve vestibulu Právnické fakulty v Brně, Veveří 70.[19]
- Jeho jméno je na uvedeno na pamětní stěně Obětem 2. světové války v budově sokolovny T. J. Sokola Pražského v Praze 2, Žitná 1438/42.[20]

## Galerie

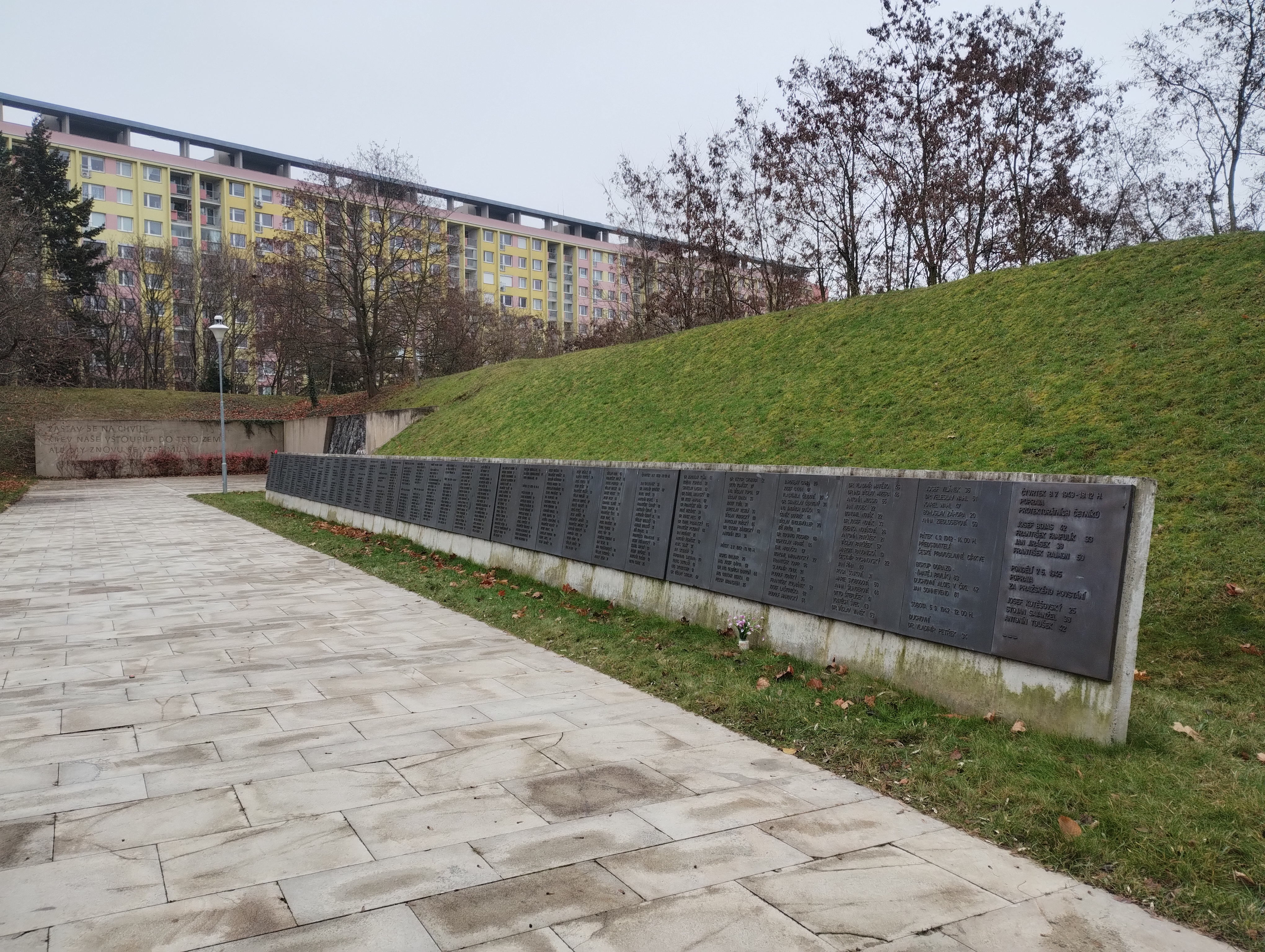
Desky se jmény popravených na Kobyliské střelnici
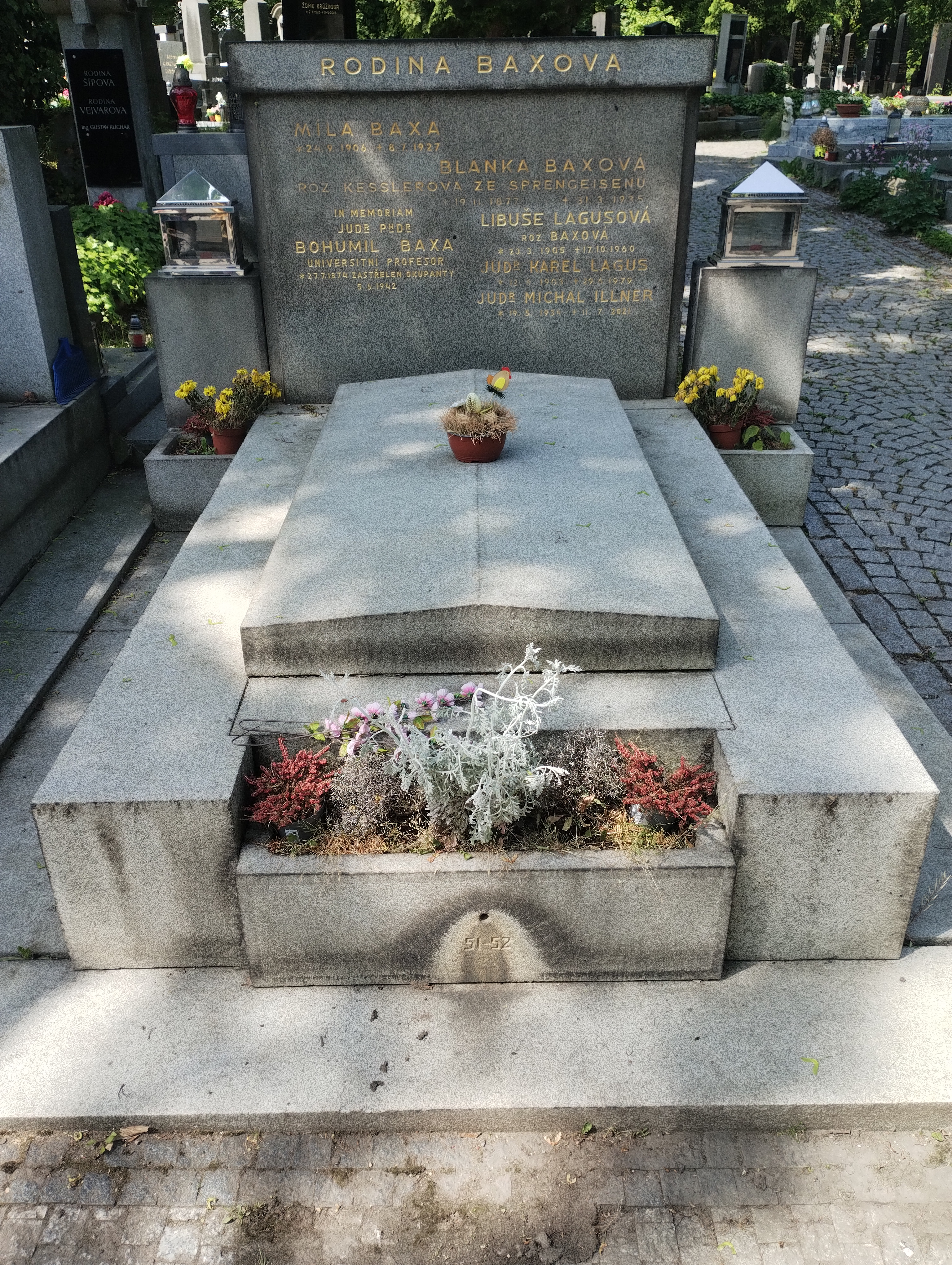
Hrob Bohumila Baxy na Olšanských hřbitovech
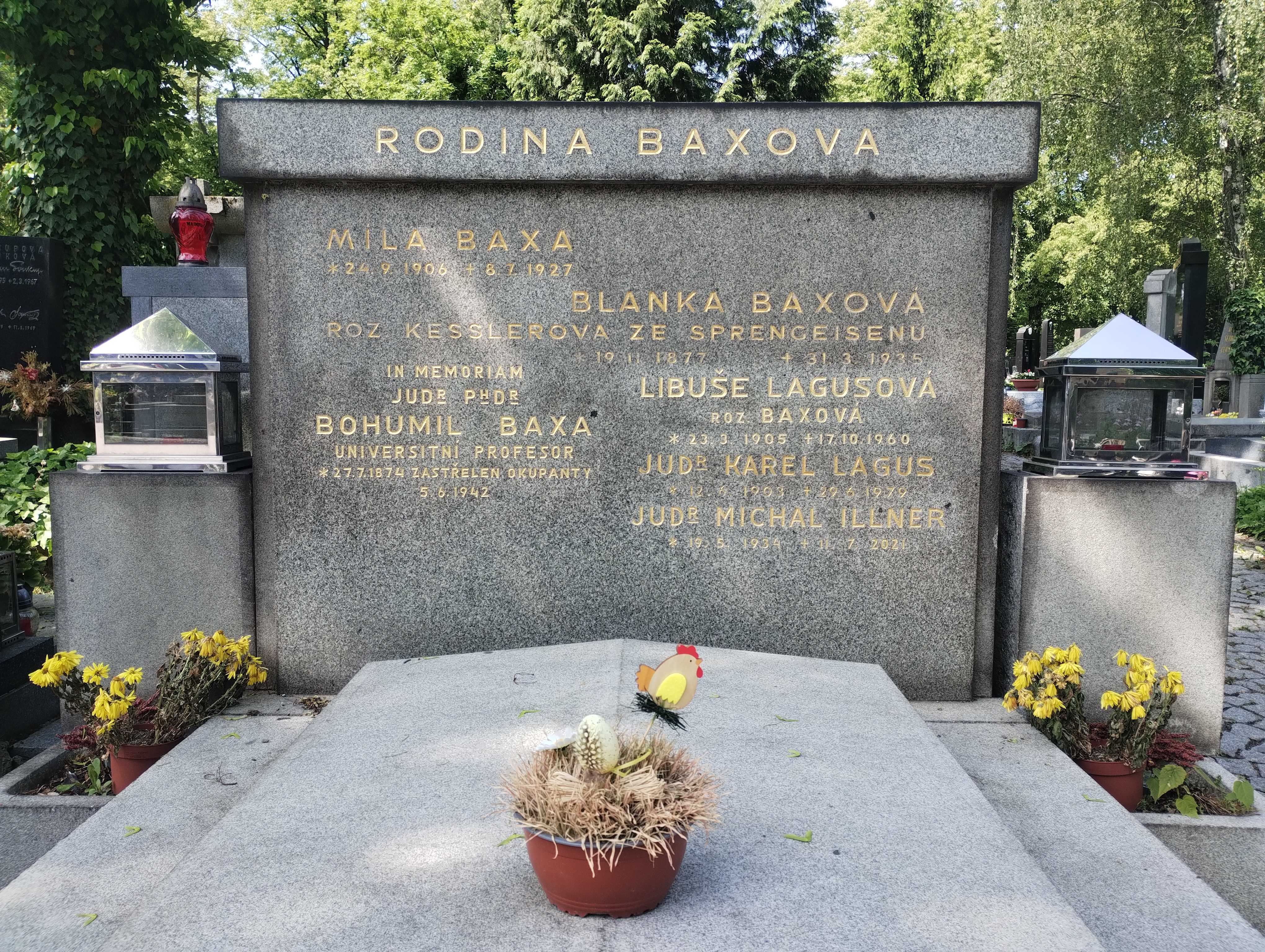
Detail desky hrobu Bohumila Baxy na Olšanských hřbitovech
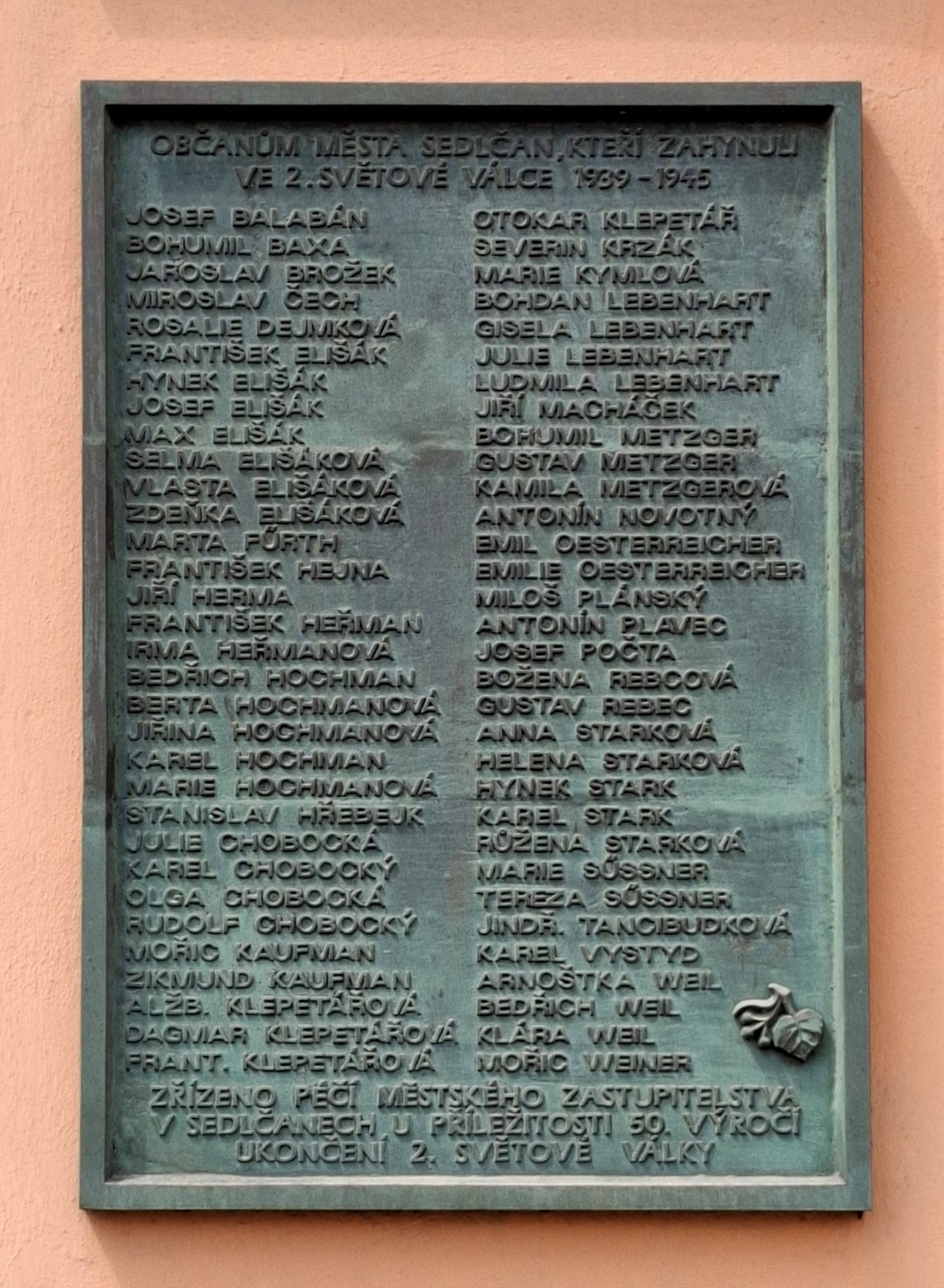
Pamětní deska obětem 2. světové války na zdi městského úřadu v Sedlčanech